# Eduard von Schenck
Eduard von Schenck (* 4. November 1823 in Berlin; † 13. April 1897 in Flechtingen) war ein deutscher Majoratsherr und Mitglied des Deutschen Reichstags.

## Leben
Eduard von Schenck wurde als ältester Sohn von Eduard von Peucker geboren. Er war Majoratsherr auf Flechtingen, Böddensell, Hilgesdorf und Dönstedt im Kreis Gardelegen. Da sein Onkel Karl Jacob Friedrich Schenck von Flechtingen kinderlos war, ließ sich Eduard von diesem adoptieren und wurde so zum Erben unter anderem der Wasserburg Flechtingen. Er ließ die Wasserburg Flechtingen umgestalten und einen Park errichten.
Von 1878 bis 1881 war er Mitglied des Deutschen Reichstags für den Wahlkreis Magdeburg 1 (Gardelegen, Salzwedel) und die Deutsche Reichspartei. Er war auch Mitglied im Provinziallandtag der Provinz Sachsen. 